# ウィリアム・マリオン・ブランハム
ウィリアム・マリオン・ブランハム（William Marrion Branham, 1909年4月6日 - 1965年12月24日）は、アメリカの福音伝道師。聖霊による癒しや繁栄の神学・終末論を唱え、カリスマ運動に多大な影響を与えた。

## 経歴

### 少年時代と改心
ケンタッキー州のカンバーランド郡に10人兄弟の長男として生まれた。ウィリアム自身の回想によれば、一家はインディアナ州のジェファソンヴィルで農家を営む傍らケンタッキー州で酒の密造に関わっていて、父チャールズはアルコール中毒患者で読み書きもできない人物であったなど少年時代はひどい貧困と苦難に満ちていたという。またウィリアム自身も幼い時から、「幻」や「風」などから「決して酒を飲んたり、タバコを吸ったり、あるいは自分の体を汚すようなことは何一つしてはならない。あなたが大人になったとき、ある仕事があなたに与えられます」と話しかけられ、そうした「声」について語ったりしたことから周囲からは変わり者として見られていた。
ウィリアムが14歳の時に父チャールズが酒の密造で逮捕されて投獄。前後してウィリアムも銃撃されて負傷し、この時にクー・クラックス・クランから色々世話して貰ったと後々まで語っている。19歳でアリゾナ州フェニックスに移ってボクサーとして身を立てようとするも、弟の葬儀に出席するためにジャクソンヴィルに戻り其所で初めて神へのお祈りを目にすることになる。その後直ぐにジャクソンヴィルのガス会社に勤務するが事故で負傷し、その治療中にロイ・デイビスの主宰するバプテスト教会に通い初めて聖霊に満たされた。その時以来、聖書は彼の人生の拠り所となり、イエス・キリストはまさに彼の存在の中心となったのである。1932年12月、23歳の時に、彼はバプテスト教会で伝道を始めた。

### 天使の訪れ
1933年6月11日、ウィリアム・ブランハムはインディアナ州ジェファソンヴィルの近くのオハイオ川で洗礼を施していた、その時、明るく火のような光が彼の頭上に現れ、ある声がこう言いました、「バプテスマのヨハネがイエス・キリストの第1回目の到来の先駆者として遣わされたように、あなたはイエス・キリストの第２回目の到来の先駆けとして遣わされます」この出来事は翌日の「ジェファソンヴィルイブニングニュース（Jeffersonville Evening News）」に、「洗礼のとき牧師の上に現れた謎の星」という小見出しで報道された。
1946年5月に、ブランハム兄弟は、自分の風変わりな人生の意味を探るために神を求め始めた。ある夜遅く、彼が一人でお祈りをしていた時、一人の光り輝く天使が現れてこう言った、「恐れるな。わたしはあなたに、あなたの特別な出生や誤解される人生は将来、あなたが神から与えられた神の癒しという贈り物を世界の人々に贈るためなのだということをあなたに伝えるために、全能の神に遣わされて来た。もしあなたが誠実にお祈りをし、相手にあなたのことを信じさせることができるなら、何事も、ガンでさえもあなたの祈りに勝ることはできないであろう。あなたは地球上の多くの場所を訪ね、国王や支配者、そして君主たちのために祈りをささげるであろう。あなたは世界の群衆に伝道をし、何千人もの人々が助言を求めるためにあなたのところにやって来るであろう」これらのことは文字通り、この後何年もの間に実際に起った。彼は伝道で世界を7周回り、米国国会議員のウィリアム・アップショウやイギリス国王のジョージ6世を含むたくさんの影響力を持つ人たちが、彼の祈りで病気を癒された。

### 世界規模の伝道事業
奇跡的な癒しが報道されるにつれて、各地の教会がウィリアム・ブランハムに彼らの集会で伝道をし、そして病人のためにお祈りをして欲しいと依頼し始めた。人々の信仰を強めるために、彼にはある超自然のしるしが与えられた。まず、彼の手に現われるしるしは、病気もしくは癒しを示し、次のしるしは人々の心の中の秘密を明かし、その結果人々は解放されることによって信仰は高められた。教会では群衆が入りきれないので、連合伝道会は北アメリカの大都市の大きな講堂やスタジアムに移動して開催されるようになった。